# Wöllershof
Wöllershof ist ein Ortsteil von Störnstein im Landkreis Neustadt an der Waldnaab im bayerischen Regierungsbezirk Oberpfalz.

## Geographische Lage
Das Dorf Ort liegt 1,8 Kilometer westlich von Lanz und 2,6 Kilometer nordwestlich von Störnstein, am Nordufer des Reiserbaches und auf dem Westhang des Ketzerranges. Etwa 500 m weiter westlich mündet der Reiserbach in die Waldnaab.
Ursprünglich bestand Wöllershof nur aus dem im Norden, etwas abgesetzt gelegenen Gutshof. Heute nimmt eine Fachklinik für Psychiatrie den größten Teil der Ortsfläche ein und schließt sich im Südosten nahtlos an das benachbarte Reiserdorf an. Von dort gelangt man auf die südlich verlaufende Staatsstraße 2172, auf deren Trasse sich hier auch die Bundesstraße 15 befindet.

## Geschichte
Der Wittelsbacher Herzog Ludwig der Strenge kaufte 1262 die Herrschaft Störnstein von Ulrich Stör und vereinigte sie mit der Herrschaft Neustadt zur Herrschaft Störnstein-Neustadt. Das Geschlecht der Störe war eine Zweiglinie der Herren von Murach, die verbunden waren mit den Ortenburgern. Der Kauf war ein Versuch der Wittelsbacher, den Einfluss der Ortenburger in der Oberpfalz zu vermindern.
Das Salbuch Ludwig des Strengen aus dem Jahr 1283 verzeichnete Wöllershof mit zwei Höfen als zur Herrschaft Störnstein gehörig. Wöllershof (auch Wolandtsdorf, Wolanstorf, Wellershof, Wöllershoff) ist ebenfalls in den Urbaren aus den Jahren 1285 und 1326 zu finden.
Von 1540 bis 1562 führte Ladislavs I. von Lobkowitz (* 1501; † 18. Dezember 1584) einen Streit über die Herrschaft Störnstein-Neustadt mit Georg von Heideck († 1. Mai 1551), dessen Sohn Ulrich von Heideck (* 1533; † 20. Januar 1554) und dessen Vetter Wilhelm von Heideck.
Die ursprünglichen Lehensinhaber von Störnstein-Neustadt, die Heidecker, waren protestantisch und kämpften gegen den katholischen Kaiser Karl V. auf Seiten des Schmalkaldischen Bundes.
Nach der Niederlage der Protestanten 1547 in der Schlacht bei Mühlberg, wendete sich die Gunst des Kaisers den katholischen Lobkowitzern zu.
Mitte des 16. Jahrhunderts kaufte Ladislavs I. von Lobkowitz das Gut Wöllershof. 1562 wurde er von Kaiser Ferdinand mit der Herrschaft Störnstein-Neustadt belehnt.
Das Urbar von 1602 verzeichnete in Wöllershof einen Meierhof, ein Wohnhaus, Stadel und andere Gebäude, 35 Melkkühe, 50 Stück Galtvieh.
Im Urbarium von 1607 wurde Wöllershof mit einem Mayerhof, einem schönen Herrenhaus außerhalb der Stadt, einem Wohnhaus, Städeln, einer Schäferei mit 600 bis 1200 Schafen, einem Obst- und Pflaumengarten, Äckern und Wald beschrieben.
1620 betrugen die Einnahmen von Gut Wöllershof 302 Gulden.
Wöllershof gehörte zur lobkowitzischen Herrschaft Störnstein-Neustadt. Zu dieser gehörten 20 Ortschaften sowie 28 weitere auf dem Gebiet von Waldthurn.
1641 wurde Störnstein-Neustadt unter Wenzel Eusebius von Lobkowicz zur gefürsteten Grafschaft erhoben.
Der Pächter von Wöllershof mit Namen Igl verstarb 1790 und die Pacht ging auf seinen Schwiegersohn Anton Pruckmüller über.
1807 verkaufte Fürst Franz Josef von Lobkowitz Herzog zu Raudnitz die Grafschaft an die Krone Bayern.
Anfang des 19. Jahrhunderts wurde der Steuerdistrikt Wöllershof gegründet, mit 35 Einwohnern und 4 Wohngebäuden. Zu diesem gehörten die Einöden Dürmaulmühle, Galgendorf (= Reiserdorf) und Wöllershof.
Der Steuerdistrikt wurde 1818 Teil der durch das bayerische Gemeindeedikt neu gegründeten unmittelbaren Landgemeinde Lanz.
1907 verkaufte der damalige Eigentümer Heyl das Gut Wöllershof für 265.000 Mark an den Kreis Oberpfalz. Dieser betrieb den Ökonomiebetrieb als Kreisgut Wöllershof unter Leitung von Oberinspektor Sigl. Später wurde es Bezirksverbandsgut Wöllershof genannt.
Das heutige Bezirkskrankenhaus Wöllershof wurde 1906 oder 1907 in Wöllershof als Heil- und Pflegeanstalt gegründet. 1920 wurde die Anstalt aufgelöst und ihre Patienten nach Regensburg verlegt. Bis zum Jahr 1931 diente die Einrichtung als Kindererholungsheim. Von 1938 bis 1943 wurde es als Reichsfinanzschule genutzt und diente gegen Ende des Zweiten Weltkriegs auch als Reservelazarett. Nach 1945 wurden die Gebäude als Krankenhaus weitergenutzt und ausgebaut.
Etwa einen Kilometer nördlich, im Tal der Schlattein, wurde 1971 eine Fischzuchtanstalt errichtet, einige Jahre später wurden dort die Wöllershof-Teiche angelegt. Die heute (2019) Teichwirtschaftlicher Beispielsbetrieb Wöllershof genannte Einrichtung bietet u. a. eine Ausbildungsmöglichkeit zum Fischwirt.
Im Zuge der Gemeindegebietsreform wurde Wöllershof zusammen mit der restlichen Gemeinde Lanz am 1. Januar 1972 in die Gemeinde Störnstein eingegliedert.

### Einwohnerentwicklung ab 1817
| Jahr | Einwohner | Gebäude |
| ---- | --------- | ------- |
| 1817 | 24        | 2       |
| 1838 | 23        | 3       |
| 1871 | 56        | 15      |
| 1885 | 87        | 6       |
| 1900 | 88        | 10      |
| 1913 | 82        | 20      |

| Jahr | Einwohner | Gebäude |
| ---- | --------- | ------- |
| 1925 | 223       | 22      |
| 1950 | 437       | 13      |
| 1961 | 259       | 24      |
| 1970 | 194       | k. A.   |
| 1987 | 74        | 10      |
| 2011 | 85        | k. A.   |

## Persönlichkeiten
- Hermann Pfeifer (1859–1940), Architekt und Hochschullehrer